# Hirm
Hirm (kroatiska: Hirma, ungerska: Félszerfalva) är en ort och kommun i Österrike. Den ligger i distriktet Mattersburg i förbundslandet Burgenland, i den östra delen av landet, 50 km söder om huvudstaden Wien. 